# Boulders Beach
Boulders Beach est l'une des plages les plus agréables de Simon's Town pour observer les manchots du Cap en Afrique du Sud. Inscrite dans une baie appelée Boulders Bay, elle se situe dans la banlieue du Cap, sur la côte Est de la péninsule.

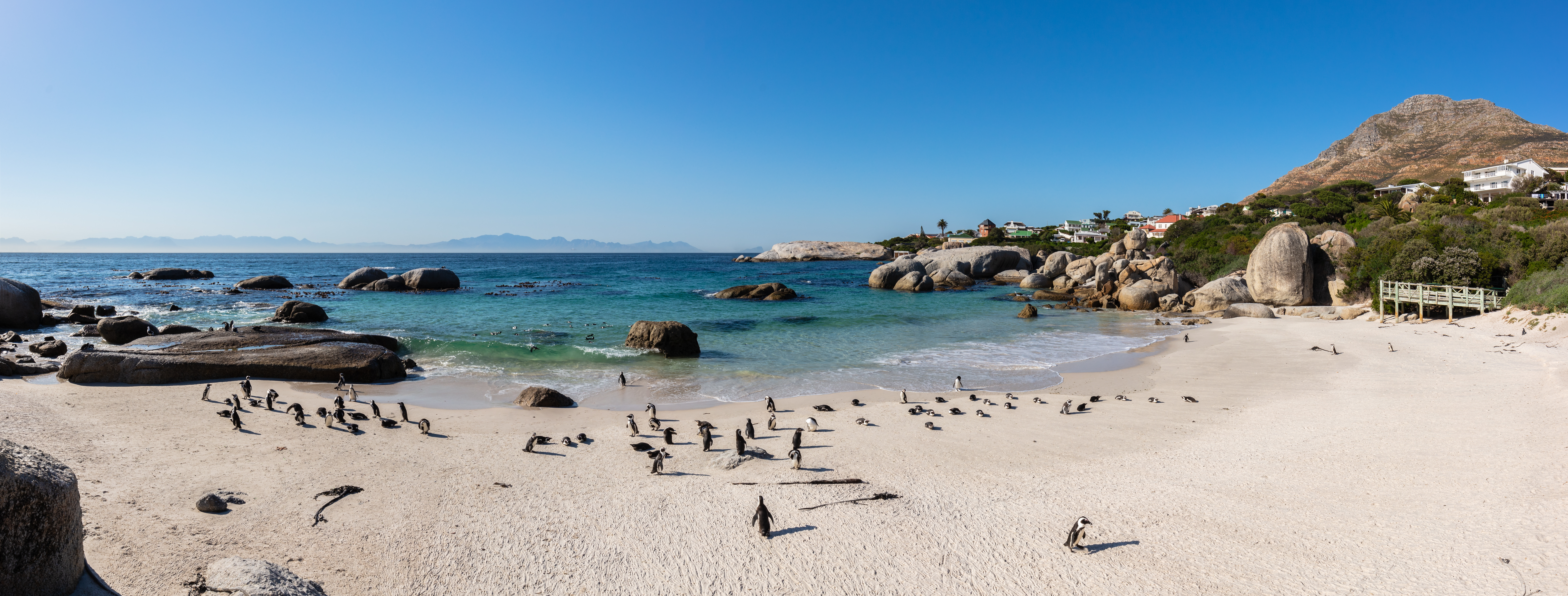
Manchots du Cap à Boulders Beach. Juillet 2018.

La plage est spécialement aménagée pour l'observation des manchots avec des points d'observation situés sur la plage, et des passerelles situées au-dessus de la colonie et elle fait partie du parc national de la Montagne de la Table. Il est également possible de se baigner à côté des manchots à partir de la plage juste à côté.

## Galerie

Panoramique
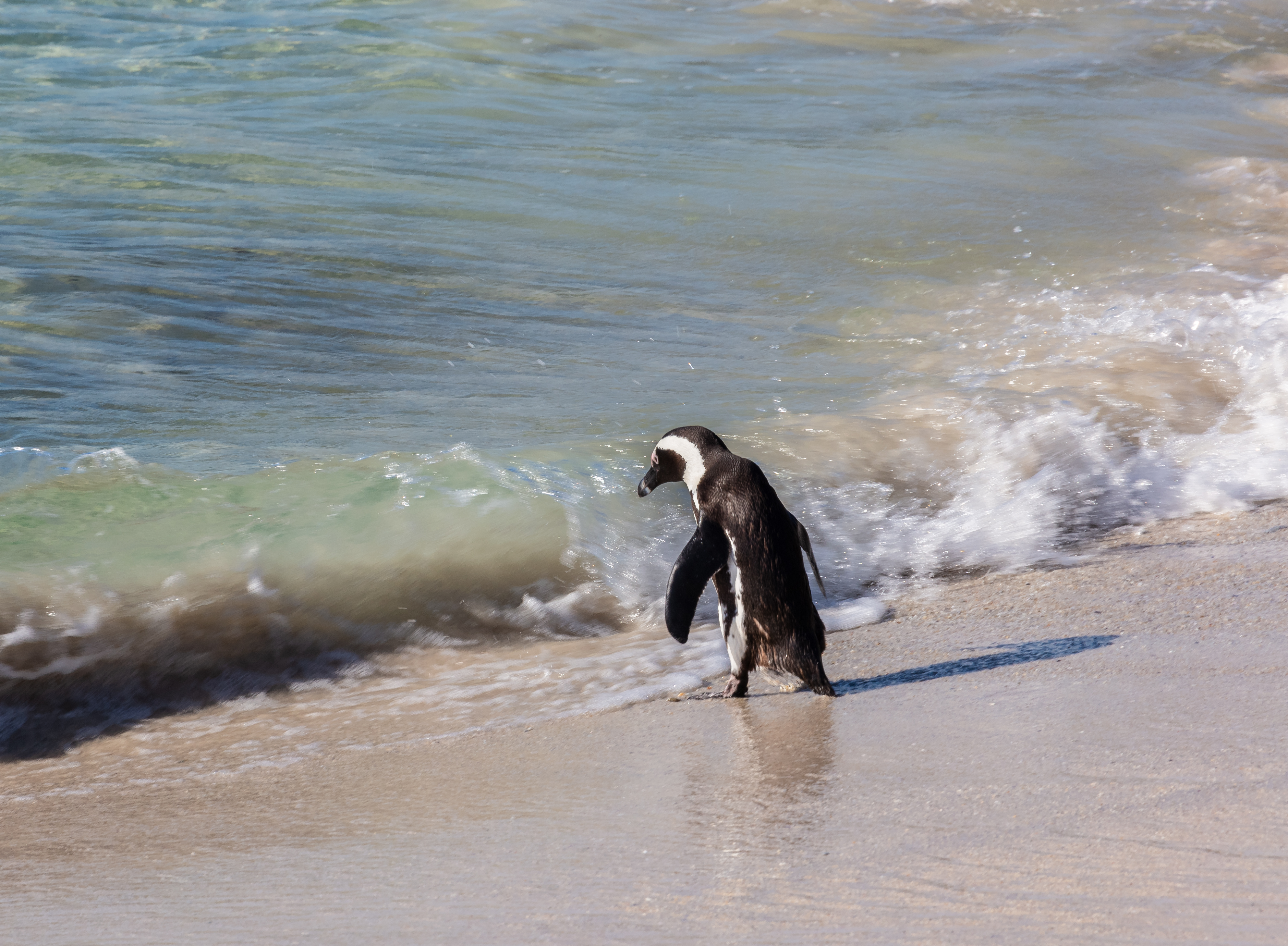
Manchot du Cap
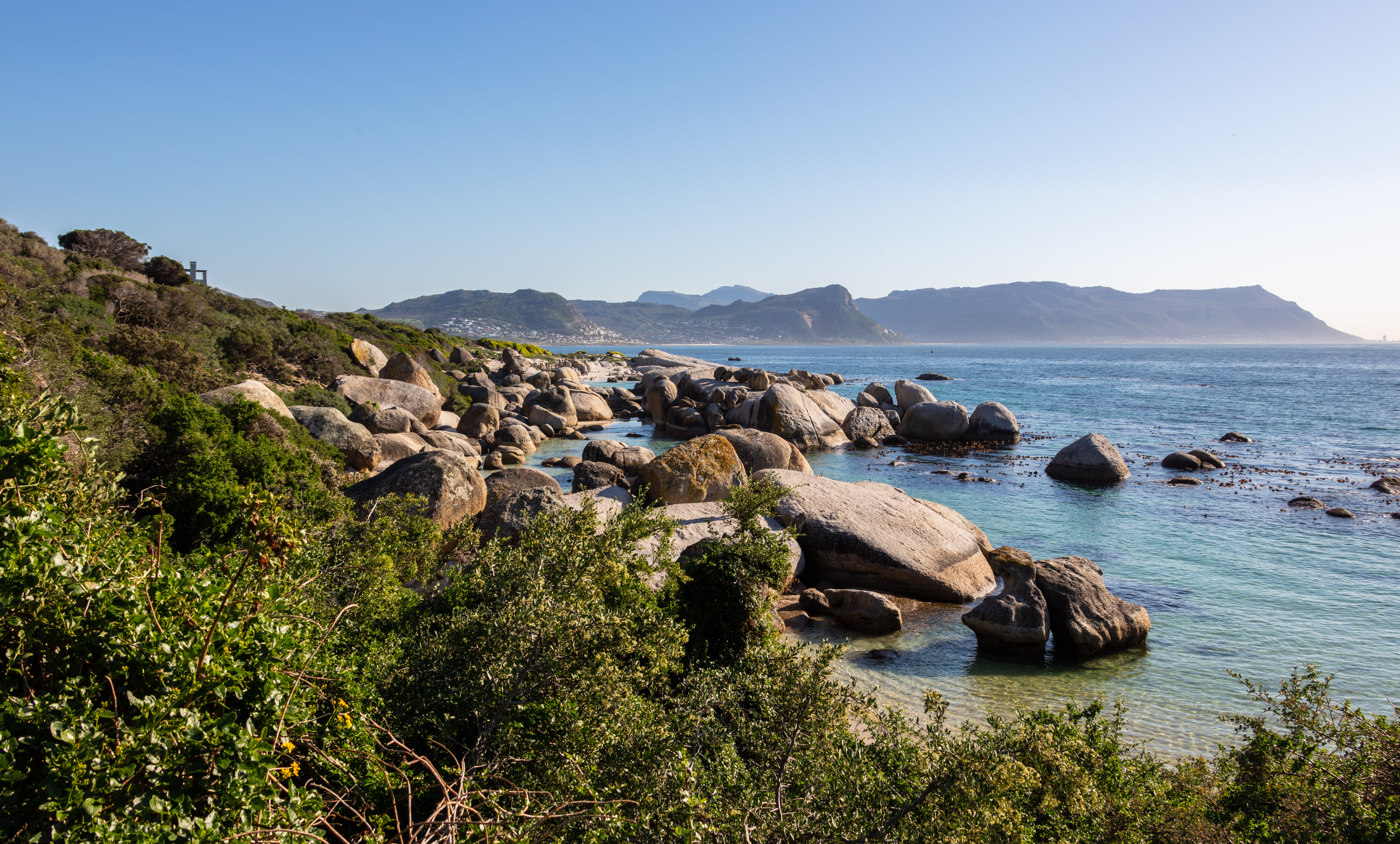
Sur la plage des Boulders (blocs rocheux)
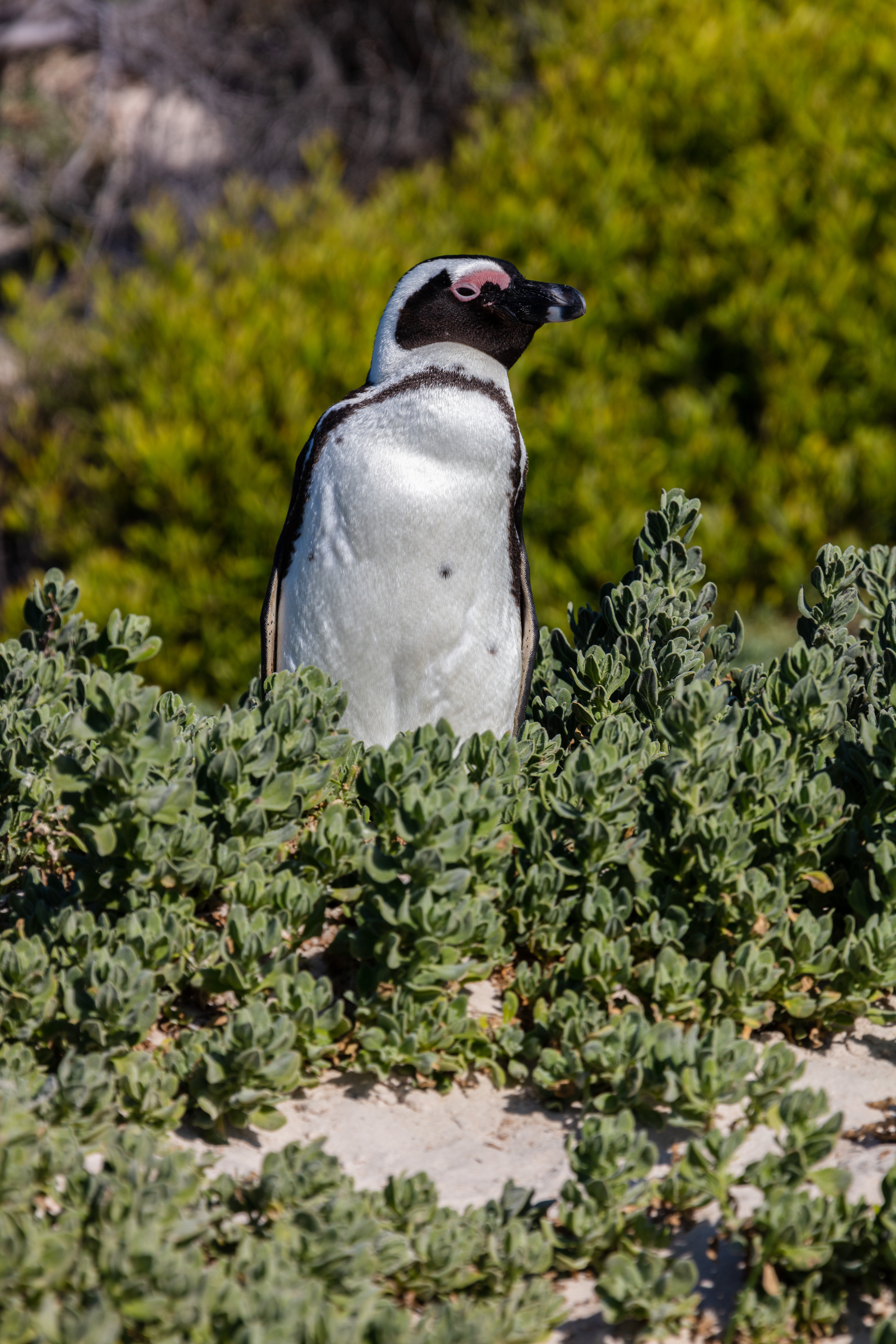
Manchot du Cap
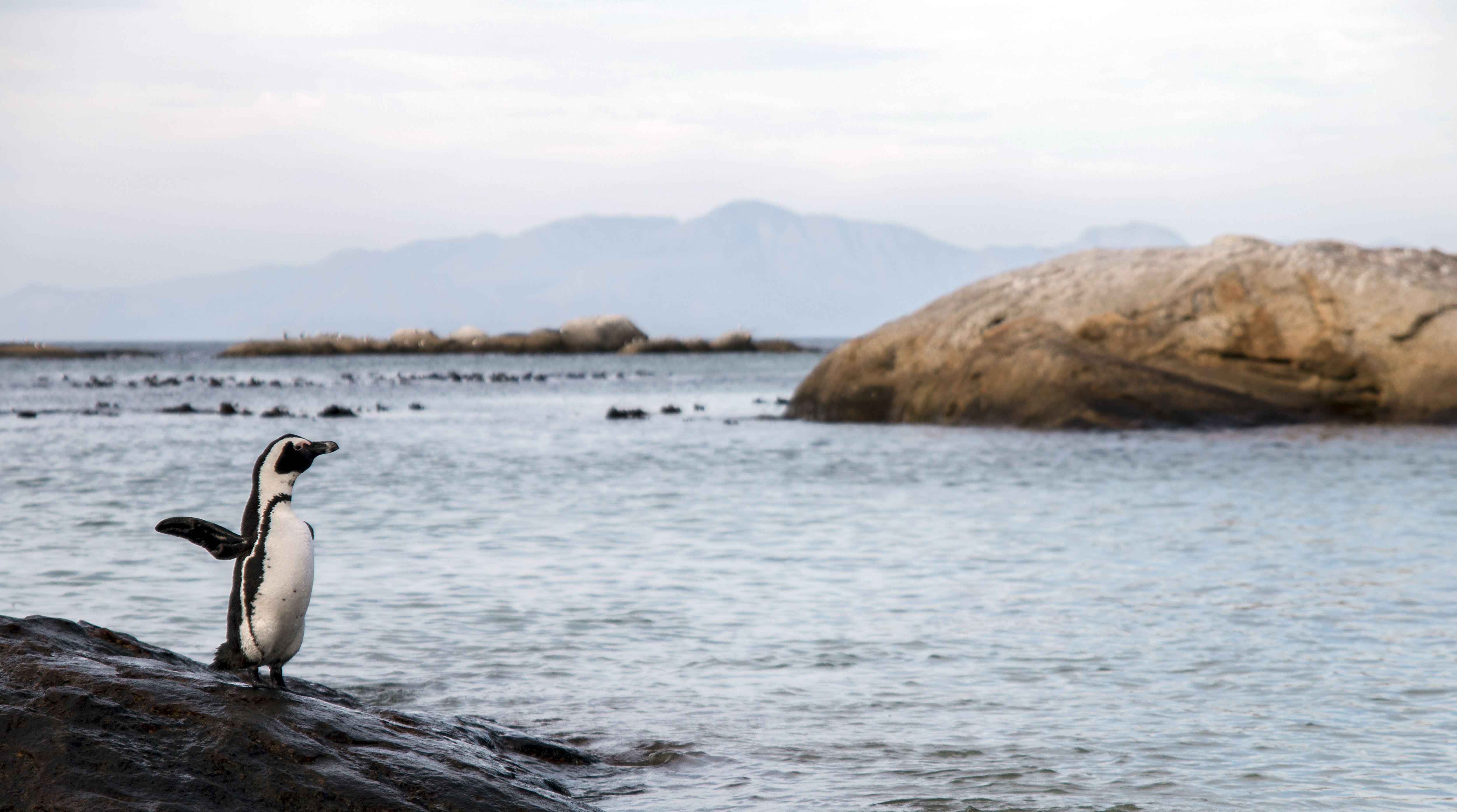
Manchot du Cap battant ses ailes
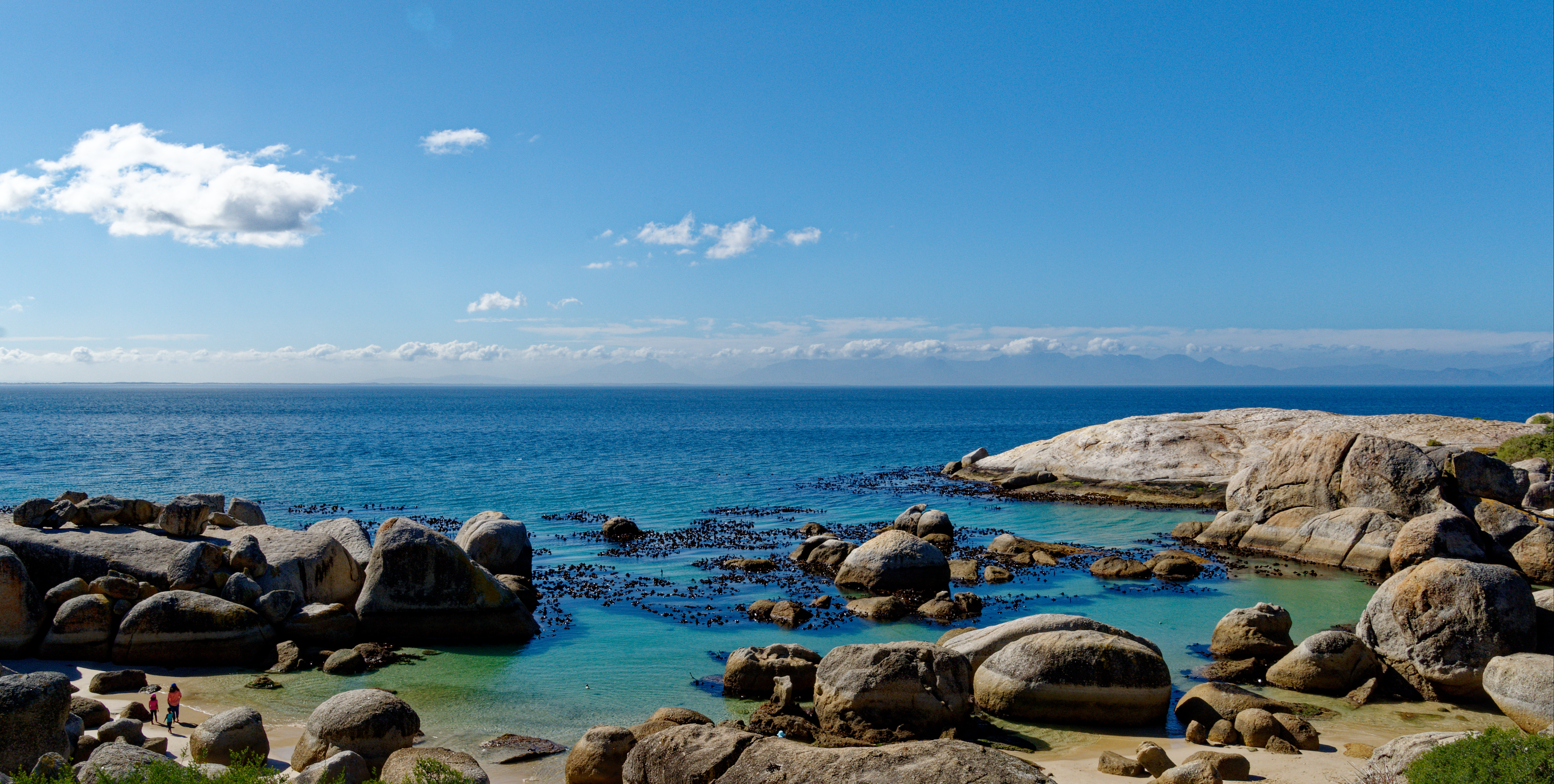
Boulders Beach
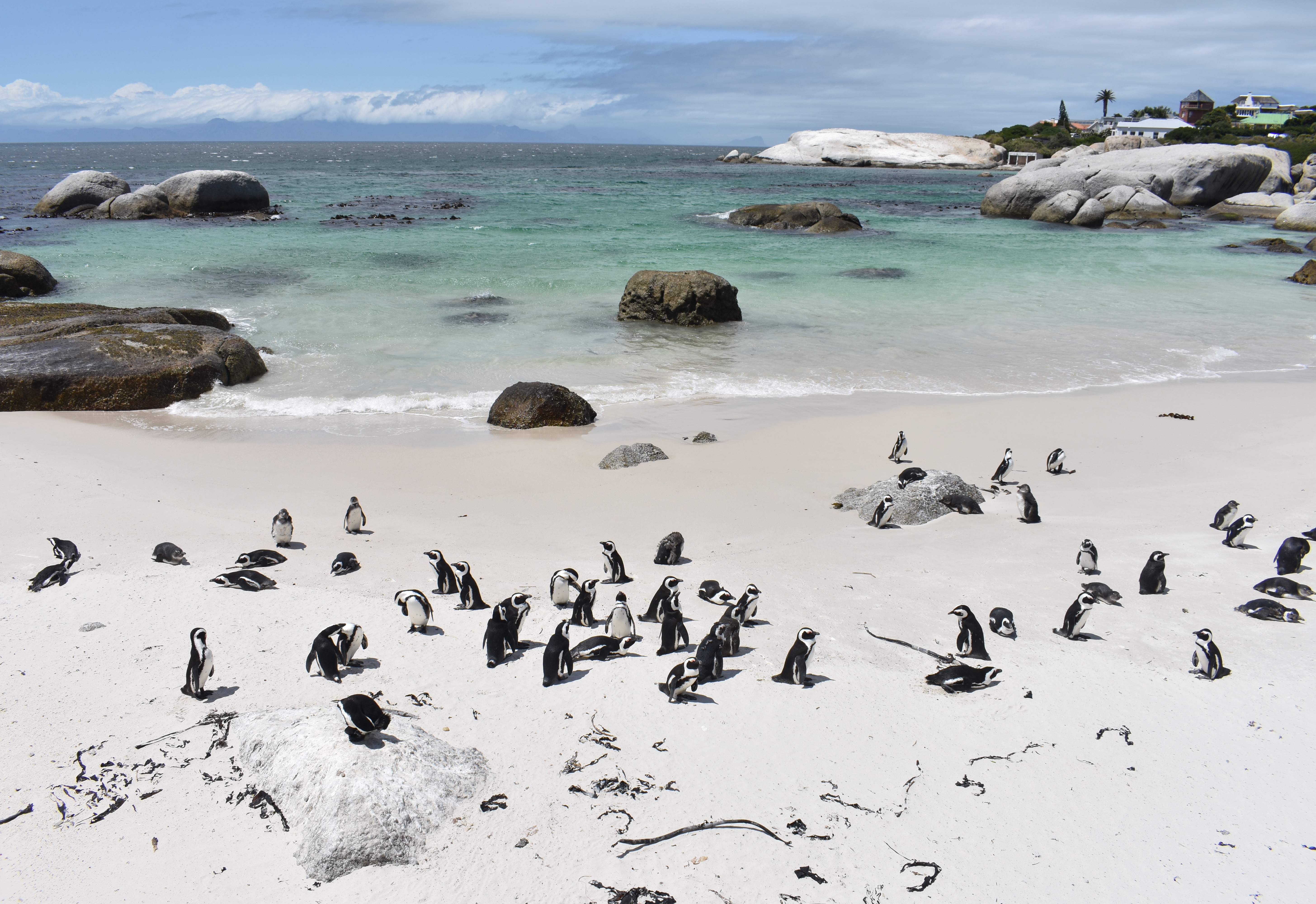
Colonie de Manchots du Cap de Boulders Beach
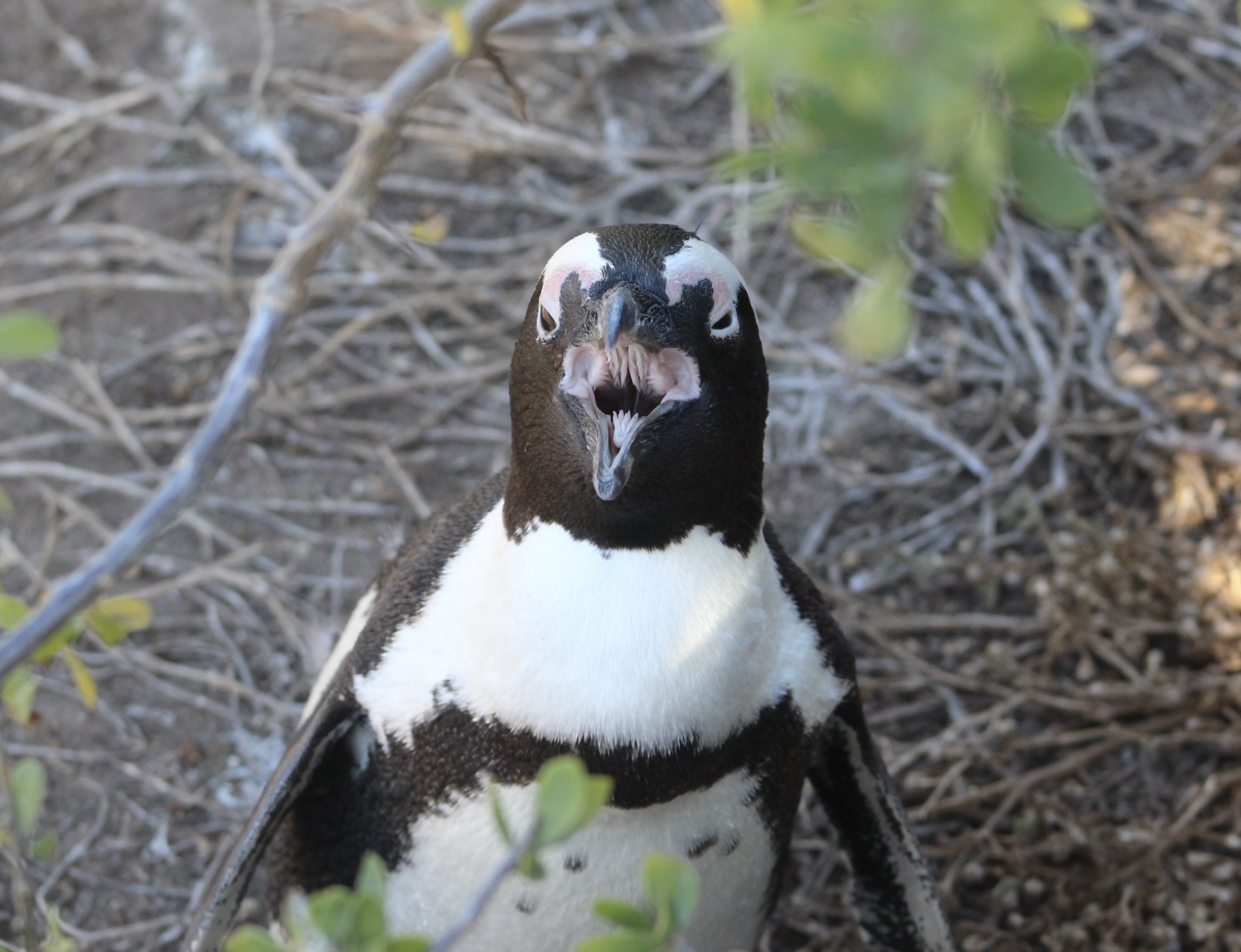
Gros plan d'un manchot du cap